# مايك فيتزجيرالد (لاعب كرة قاعدة)
مايك فيتزجيرالد (بالإنجليزية: Mike Fitzgerald)‏ هو لاعب كرة قاعدة أمريكي، ولد في 26 يونيو 1891 في سان ماتيو في الولايات المتحدة، وتوفي بنفس المكان في 17 يناير 1945.

## وصلات خارجية
- مايك فيتزجيرالد على موقعبيزبول رفرنس.كوم (الدوري الرئيسي) (الإنجليزية)
- مايك فيتزجيرالد على موقعبيزبول رفرنس.كوم (الدوري الثانوي) (الإنجليزية)